# Kidō shin seiki Gundam X
Kidō shin seiki Gundam X (機動新世紀ガンダムＸ?, Kidō shin seiki Gandamu Ekkusu), nota anche come After War Gundam X, è una serie televisiva anime di genere mecha prodotta dalla Sunrise nel 1996; ambientata in uno degli universi alternativi della metaserie Gundam, conta 39 episodi.

## Trama
In un futuro remoto la Federazione Terrestre e le Colonie orbitanti si fronteggiano in una guerra totale: le seconde chiedono difatti l'indipendenza dalla prima. A seguito del fallimento dell'Operazione Lilac capitanata dal padre di Ennil, il tentativo da parte delle forze rivoluzionarie d'invadere il pianeta, in un ultimo disperato tentativo di vincere lo scontro l'esercito delle colonie decide di far schiantare molte delle stesse piattaforme spaziali orbitanti tutt'attorno al pianeta Terra, come fossero delle bombe o meteoriti giganti. L'ultima speranza di sopravvivenza rimasta ancora alla Terra prima di essere del tutto rasa al suolo sono i nuovissimi modelli Gundam X - il cui armamento a raggi laser viene alimentato da una potentissima apparecchiatura satellitare posizionata sulla Luna - i quali tentano a tutti i costi, ma invano, di impedire il bombardamento finale del pianeta. Durante gli esperimenti di creazione dei prototipi Gundam, ci si accorse che alcuni individui iniziavano a sviluppar in forma del tutto innata delle caratteristiche mentali speciali.
Anno 0015 After War: la popolazione umana è stata praticamente decimata dall'impatto delle colonie con la superficie terrestre. Immediatamente dopo la guerra, fra i pochi superstiti rimasti - senza alcuna guida che li governi - scoppia una situazione generalizzata di anarchia. Ma il vuoto lasciato dalle autorità viene presto riempito da certi personaggi spregiudicati auto-nominatisi "sovrani", che segretamente stanno ricostituendo i propri arsenali per ricominciare a combattere per la supremazia dell'uno sull'altro. Punto di forza di questi capi-nazione sono proprio quei particolari soggetti dotati di innati poteri sovrannaturali e chiamati "Newtype".
In mezzo a questa difficile situazione, tra il neonato governo terrestre e gli ex comandanti dell'armata rivoluzionaria spaziale, un terzo schieramento tenta di radunare intorno a sé tutti i "Newtype", sotto la guida di Jamil Neate, ex pilota di Gundam X e lui stesso uno dei primi "soggetti speciali" studiati dagli scienziati della mente della Terra. Con l'aiuto del suo protetto, il giovane Garrod, a cui viene affidato un Gundam X scampato alla distruzione, e della coetanea Tiffa, Jamil è pronto a sfidare le due redivive superpotenze contrapposte in nome dei suoi ideali. Nel tentativo d'impedire che il passato tragicamente si ripeta, Jamil con la sua squadra di "avvoltoi" va alla ricerca dei Newtype rimasti ancora in circolazione per cercar di proteggerli ed impedire così che possano nuovamente venire sfruttati da uomini senza scrupoli.

## Personaggi

### Piloti ed equipaggio della Freeden
Garrod Ran
16 anni, figlio di un ingegnere militare. Sopravvissuto alla grande catastrofe avvenuta 15 anni addietro, si è adattato a vivere come mercenario in lavoretti vari, fino a che non incontra Tiffa.
Tiffa Adill
Una ragazzina "Newtype" dotata di doti psichiche molto più sviluppate rispetto alla norma; ancora sconvolta per il trauma subito in conseguenza degli esperimenti scientifici condotti su di lei da scienziati adulti senza alcuno scrupolo etico.
Jamil Neate
Un ex-soldato della vecchia Federazione Terrestre. In apparenza un tipo caratterialmente freddo e calmissimo, nasconde in realtà anche lui un forte trauma interiore; comandante dell'astronave Freeden ha una divisa blu, occhiali scuri che gli coprono gli occhi e una grande cicatrice che gli attraversa il viso.
Roy Roybea
Pilota mercenario assoldato da Jamil, ha un debole per le belle ragazze. Alto e slanciato, porta capelli a caschetto e indossa lunghi jeans bianchi stretti.
Witz Sou
Forte e di buon cuore, è però un po' meno sveglio di Roy; cerca di raccogliere abbastanza denaro per poter aiutare la numerosa famiglia. Ha capelli biondi tinti a spazzola.
Sara Tyrrell
Affidabile vice di Jamil e segretamente innamorata di lui, è una donna tutta d'un pezzo e sempre perfettamente impeccabile. Sembra però esser sensibile alle lusinghe di Roy.
Toniya Malme
Collega di Sara, una biondina che gira sempre per la nave indossando una vertiginosa minigonna.
Tex Farzenbarg
Medico di bordo della Freeden, amico e confidente di qualche anno più grande di Jamil. Indubbiamente la personalità più saggia tra tutti i componenti dell'equipaggio; indossa sempre un camice bianco ed indossa grandi occhiali da vista.
Kid Salsamille
Giovane capomeccanico della Freeden, si considera molto più capace, maturo e responsabile di Garrod.
Shingo Mori
Giovane assistente alla sala di comando della Freeden, è lui che quasi sempre ha in mano il timone della nave.
Nine e Rococo
Meccanici che lavorano a bordo della Freeden alle dirette dipendenze di Kid.

### Membri della nuova Federazione degli stati terrestri
Shagia Frost
Fratello maggiore di Olba, è anche colui che dirige i piani e guida le missioni dei due.
Olba Frost
Ha un viso delicato e alquanto effeminato, pende dalle labbra di Shagia ed esegue sempre senza batter ciglio i suoi ordini.
Aimzat Kartral
Alto ufficiale a capo del reparto d'intelligence della nuova Federazione degli stati terrestri.
Fixx Bloodman
Katokk Almazille
Lucille Liliant

### Armata rivoluzionaria spaziale
Nomoa Long/Professor Dorat
Sindaco di Fort Severn, manipola Carris per i propri secondi fini.
Nada El
Generale e comandante in capo dell'armata rivoluzionaria dell'esercito spaziale ai tempi della guerra contro la Terra. Padre di Ennil.

### Altri Vulteres
Rosa Intenso
Giovane donna a capo di una delle squadre di "avvoltoi". Collabora saltuariamente con Jamil.
Rosso Amarant
Comandante di una squadra di "avvoltoi" che saltuariamente si trova a collaborare con la Freeden di Jamil.
Grits Joe
Assieme a Rosa e Rosso si trova ad operare in favore del gruppo a bordo della Freeden.
Ennil El
Caposquadra di uno dei vari gruppi di "avvoltoi". Figlia di un uomo delle colonie e di una donna terrestre, dopo che Garrod rifiuta le sue avance erotiche, prova in tutte le maniere possibili a contrastarlo e sconfiggerlo.
Zakott Dattonel
Vice di Ennil e innamorato di lei.

### Altri Newtype
Carris Nautilus
Alto e magro, delicato adolescente biondo, è un Newtype artificiale le cui doti soprannaturali gli sono state impiantate a caro prezzo da Nomoa/Dorat.

### Altri
Reich Anto
Von Alternative

## Colonna sonora
Sigle di apertura
1. Dreams cantata da Romantic Mode (ep. 1-26)
2. Resolution cantata da Romantic Mode (ep. 27-39)

Sigle di chiusura
1. Human Touch cantata da Warren Wiebe (ep. 1-13, 39)
2. Human Touch - Japanese Version cantata da Re-Kiss (ep. 14-26)
3. Gin-Iro Horizon (Silver Horizon) cantata da Satomi Nakase (ep. 27-38)

## Episodi
| Nº | Giapponese 「Kanji」 - Rōmaji | In onda           | In onda |
| Nº | Giapponese 「Kanji」 - Rōmaji | Giapponese        |         |
| 1  | 「月は出ているか?」 - Tsuki wa deteiruka? | 5 aprile 1996     |         |
| 1  | In una cittadina in mezzo al deserto appare un mobile suit pilotato da un bandito la cui intenzione è razziare tutto ciò che si trovi davanti; un ragazzo improvvisamente gli lancia contro una bottiglia molotov e, stordito così il pilota, s'impossessa del robot. Sua intenzione è quella di rivenderlo a buon prezzo. In seguito un uomo misterioso, chiamato Anto, assolda il ragazzo, Garrod Ran, perché liberi Tiffa, una giovane caduta a suo dire nelle mani di un gruppo di pirati definiti "avvoltoi". Garrod riesce ad intrufolarsi nell'astronave dei rapitori mentre questi si stanno rifornendo d'acqua potabile e, rubata dalla cassaforte una manopola d'attivazione per mobile suit, trova la ragazza e la porta via con sé. Ma, giunti che sono davanti all'uomo alto con occhiali e cappello, Tiffa impallidisce di colpo e comincia a tremare; Garrod intuisce che qualcosa non va e la porta in salvo fuggendo in jeep, inseguiti da uno stuolo di mobile suit comandati da Anto. Seguendo le indicazioni della ragazza, il giovane giunge all'interno d'una vecchia fabbrica della Federazione Terrestre ormai dismessa. Adagiato sopra un gigantesco carrello di trasporto merci scorge un modello di Gundam X: entrati nella cabina di pilotaggio, Garrod inserisce la manopola d'attivazione di cui era appena entrato in possesso e comincia a reagire agli attacchi nemici, rispondendo colpo su colpo. Appaiono infine anche altri due Gundam e l'astronave "Freeden" su cui si trovava Tiffa; il capitano chiede all'equipaggio se finalmente è apparsa la Luna in cielo. |                   |         |
| 2  | 「あなたに、力を…」 - Anata ni, chikara wo... | 12 aprile 1996    |         |
| 2  | I due nuovi Gundam apparsi davanti a Garrod sono pilotati da Sou e Roy; cercano di bloccare il ragazzo il quale, non avendo armi a sua disposizione, finge di utilizzare Tiffa come scudo per proteggersi riuscendo in tal modo a fuggire: Jamil, capitano della Farred trattiene i due giovani che si trovano attualmente alle proprie dipendenze e che si erano lanciati all'inseguimento. Nascosti in mezzo alla foresta Garrod e Tiffa riprendono fiato, ma un gruppo di spie motorizzate che vendono informazioni a chi paga meglio li stanno fotografando; una donna pilota di mobile suit sembra interessata all'affare e s'appesta ad attaccar Garrod, che riesce a difendersi con la spada che trova sul fianco sinistro del robot. Ma le spie che assistono in disparte hanno già venduto le stesse informazioni anche ad altri, tanto che quello che pare a prima vista un esercito di mobile suit si lancia all'attacco. A questo uno Tiffa mostra come attivare il "Satellite System", l'arma segretissima proibita: un raggio laser proveniente dalla Luna si dirige verso il petto del Gundam X, da cui subito dopo fuoriesce un enorme getto esplosivo che polverizza tutto ciò che si trova attorno ad esso. Anche Jamil, Sou e Ryo assistono impotenti ed esterrefatti dalla potenza sprigionata. Subito dopo la ragazza seduta a bordo del Gundam a fianco di Garrod, come choccata da ciò che ha appena veduto, scoppia in un grido inconsulto. |                   |         |
| 3  | 「私の愛馬は凶暴です」 - Watashi no aiba wa kyōbō desu | 19 aprile 1996    |         |
| 3  | Garrod cerca di prestar soccorso a Tiffa svenuta nella cabina di pilotaggio, ma in quel momento sopraggiunge la Freeden; prima che il Gundam abbia la possibilità di ricaricare un altro colpo, Jabil acrobaticamente vi sale sopra, apre il portellone e punta una pistola contro il ragazzo. Tiffa viene resa in cura dal dottor Tex e Garrod viene a sapere ch'ella ha l'abilità di leggere nel pensiero altrui, ed è ciò che gli ha causato la crisi di poco prima, ricevendo i pensieri di tutti quelli che stavano per morire in battaglia. Nel frattempo Shagia si presenta al centro ricerche che conduceva gli esperimenti mentali sulla ragazza e si offre di recuperarla. Poco dopo nel bel mezzo del deserto dove s'era rifugiata la Freeden si scatena improvvisa la battaglia, un gruppo si mobile suit sta inseguendo una navicella in fuga; Wits e Roy escono in aiuto e la portano in salvo: ne esce un bel giovane d'aspetto aristocratico che dice di chiamarsi Olba e per riconoscenza chiede di poter far parte anche lui del gruppo come aiutante. In realtà si tratta del fratello e complice di Shagia il quale, dopo essersi intrufolato nella stanza in cui Tiffa giace ancora priva di coscienza, gli inietta una strana polvere nel collo. Contemporaneamente all'esterno dell'astronave Jamil scova Garrod che sta raccogliendo fiorellini per Tiffa invece di fuggire dalla cella in cui era stato rinchiuso. Shagia infine attende alla base notizie dal fratello minore giocando ai tarocchi e a scacchi. |                   |         |
| 4  | 「作戦は一刻を争う!」 - Sakusen wa ikkō wo arasō! | 26 aprile 1996    |         |
| 4  | Le condizioni di salute di Tiffa peggiorano drasticamente e Tex capisce immediatamente che senza le attrezzature adatte la ragazza rischia seriamente di morire in meno di una settimana. Jamil cerca di convincere Wits e Roy a partecipare ad un nuovo assalto alla base da cui l'hanno prelevata poco tempo prima: racconta loro la propria storia, di come durante la guerra fosse il pilota assegnato al Gundam X e che partecipò con esso alla grande battaglia finale che vide le colonie spaziali schiantarsi sul pianeta Terra. Da allora egli si sente in colpa per non aver potuto far nulla per evitare la tragedia apocalittica che si abbatté su tutti gli abitanti; lui stesso è un Newtype dello stesso genere di Tiffa, ed è proprio per questo che cerca di aiutarla togliendola dalle grinfie di chi invece vuole usarla solo peri propri scopi interessati. I due piloti però decidono di non partecipare e se ne vanno. Garrod, che ha ascoltato tutto di nascosto, si presenta davanti ai due e cerca di fermarli e trattenerli, ma senza esito; allora si dirige nel reparto officina con l'intenzione di prender lui il Gundam e partecipare alla missione: ha uno scontro di boxe col coetaneo Kid e, all'arrivo di Jamil, lo prega di fargli pilotare il robot. Ma proprio in quel momento Olba fugge all'esterno con la propria navicella, che in realtà è un Gundam occultato e, sbriciolata la parete della stanza in cui si trova Tiffa, la rapisce. Con un altro enorme mobile suit rosso arriva Shagia a dargli man forte. |                   |         |
| 5  | 「銃爪(ひきがね)はお前が引け」 - Hikigane wa Omae ga Hike | 3 maggio 1996     |         |
| 5  | Mentre Olba porta Tiffa al laboratorio Shagia ingaggia battaglia con gli alleati di Jamil giunti dal deserto; dopo aver convinto il capitano delle sue buone intenzioni Garrod sale a bordo del Gundam X ed esce per affrontar a viso aperto Shagia: i due avversari si scontrano duramente ma il ragazzo che non può utilizzare l'arma laser proveniente da satellite lunare - in quanto l'astro non è ancora apparso - pare in difficoltà. Dopo il ritorno di Olba, i due fratelli sembrano sopraffar facilmente il Gundam X, se non fosse per Wits e Roy tornati sui loro passi a prestar soccorso. Intanto alla base hanno fatto uscire una gigantesca arma già appartenente alla vecchia Federazione che può sparare un getto ad alta frequenza di particelle protoniche potenziate: il cannone prende la mira in direzione del luogo ove si svolge la battaglia e inizia a colpire indistintamente tutti i contendenti. Allora Jamil riceve un messaggio telepatico proveniente da Tiffa che gli dà indicazioni sulla posizione del cannone; il capitano esce per andare da Garrod e guidarlo: il ragazzo avrà un'unica opportunità per colpire esattamente il bersaglio, in caso contrario per loro e la stessa Tiffa sarà la fine. Appare la luna e il raggio laser viene sparato, attraverso l'aiuto telepatico proveniente dai due newtype, direttamente contro il laboratorio: il cannone nemico è messo fuori uso e la battaglia finisce con Tiffa che torna sana e salva alla Freeden. |                   |         |
| 6  | 「不愉快だわ…」 - Fuyukai dawa… | 10 maggio 1996    |         |
| 6  | Enlil riceve delle foto del Gundam X e di Garrod dai venditori d'informazioni e decide subito di voler tentare d'impadronirsi del robot. A bordo della Freeden nel frattempo il ragazzo combina un guaio dopo l'altro, mettendo anche a rischio l'incolumità degli altri membri dell'equipaggio per la sua leggerezza; non riesce ancora ad abituarsi ad aver un costante rapporto sociale col prossimo, avendo vissuto sempre fino ad allora da solo. Toniya che percepisce immediatamente la situazione di disagio di Garrod consiglia a Tiffa di andare a tirargli un po' su il morale e l'aiuta a truccarsi, aiutandola così a rendersi ancor più attraente ed affascinante; anche Tex capisce come stanno le cose e ne parla a Jamil. Ma Garrod ha già deciso di fare di testa sua: una rischiosa azione di recupero materiali all'interno d'una vecchia centrale nucleare a rischio d'esplosione. Appena uscito col Gundam viene però intercettato dalla squadra di Enlil ed attaccato e la battaglia, che si svolge all'interno del recinto atomico, presto degenera; Jamil parte col suo mobile suit in aiuto di Garrod mentre tutti gli altri indossano una tuta protettiva contro la contaminazione radioattiva. Sara scopre Tiffa mentre si sta passando il rossetto sulle labbra e si acciglia, pensando che la ragazzina lo stia facendo per attrarre l'attenzione di Jamil. Un attimo prima che la fusione del nucleo avvenga il capitano della Freeden riesce a mettere Garrod sull'avviso del pericolo che sta inutilmente correndo. |                   |         |
| 7  | 「ガンダム、売るよ!」 - Gandamu, uru yo! | 17 maggio 1996    |         |
| 7  | Garrod e Jamil riescono a mettersi in salvo appena in tempo ma il mobile suit in cui si trova il capitano rimane danneggiato e lui stesso seriamente ferito; tornati a bordo, mentre Tex opera d'urgenza Jamil, gli altri membri dell'equipaggio iniziano a rimproverare Garrod per la sua ripetuta incoscienza e l'infantilismo dimostrati finora. Ma anche Tiffa si trova momentaneamente giù di morale per l'episodio del rossetto e lascia Garrod andato da lei a chieder un po' di conforto fuori dalla porta. A questo punto il ragazzo, sentendosi abbandonato da tutti, scappa col Gundam X intenzionato a non far più ritorno sulla Freeden, la sua idea è anzi quella di vendere il robot aprendo un'asta pubblica in piazza nella vicina città. Gli uomini di Zakot intanto perlustrando il luogo della centrale esplosa trovano un ingente quantitativo aurifero: si tratta di tutto quello che ha guadagnato ed è riuscito a metter da parte in questi anni Witz, per poter aiutare a mantener la famiglia numerosa; il giovane pilota ingaggia una battaglia disperata in difesa dei suoi risparmi in lingotti. All'asta la contrattazione è vinta da Ennil, che si presenta in uno scollatissimo abito da ballo; quella sera lo porta in un locale pieno di coppiette e poi in una stanza d'albergo cercando di sedurlo. Witz viene investito dall'attacco coi lanciafiamme messo in atto dagli avversari. |                   |         |
| 8  | 「あの子、許さない!」 - Ano ko, yurusanai! | 24 maggio 1996    |         |
| 8  | Garrod evita però le avances interessate di Ennil - la quale mira ad impossessarsi del Gundam senza pagare, e magari uccidendo il ragazzo - e la caccia via di malo modo a colpi di pistola, mentre Witz riceve un aiuto insperato proprio dai fratelli Frost. Tornata alla sua base Ennil, furiosa per esser stata rifiutata in quel modo da qualcuno, se la prende con Zatok. Tex, facendo quattro chiacchiere con Tiffa, le consiglia di provar ad ascoltar un po' di più quello che provano gli altri per poter così immedesimarsi nei sentimenti altrui. Alla Freeden arrivano sia Roy che Witz, quest'ultimo chiede che siano loro a custodire il suo tesoro fino a che non abbia trovato un nascondiglio più adatto, in cambio s'impegnerà gratuitamente nella difesa dell'astronave. Dopo pochissimo tempo difatti debbon risponder all'attacco portatogli contro dal gruppo di Ennil; la donna vuole intrappolare la Freeden per costringere Garrod ad uscire allo scoperto col Gundam e a battersi con lei. Intanto il ragazzo sta girovagando spaesato per le vie della città, notando d'esser l'unico che cammina da solo; aggredito da uno degli uomini che non era riuscito ad impadronirsi del Gundam all'asta viene salvato dai fratelli Frost: seduti al tavolino di un bar lo sfidano ad un altro duello; non accettano il fatto d'essersi dovuti ritirare davanti a lui nell'ultimo scontro. Venuti a sapere che la Freeden si trova in difficoltà, accorrono. |                   |         |
| 9  | 「巷に雨の降るごとく」 - Chimata ni ame no furu gotoku | 31 maggio 1996    |         |
| 9  | La Freeden, completamente circondata dal fuoco fatto appiccare da Zatok sembra non aver più alcuna via di fuga: i due fratelli, giunti sul luogo della battaglia, si mettono a combattere contro Witz e Ryo, mentre Ennil prende a cannonate la nave oramai in balia del nemico: ma anche Garrod è giunto a dar manforte agli amici. Sara, individuato un lago in mezzo alla foresta, vi fa dirigere velocemente la nave anche se, stranamente, Tiffa pare tenti di dissuaderla. Si tratta difatti di un'ulteriore trappola imbastita da Zatok e, mentre i fratelli Frost continuano a far di tutto per impedire a Ryo e Witz qualsivoglia manovra difensiva, ben presto il Gundam X si trova nuovamente di fronte Ennil: il combattimento tra i due continua fino a che, grazie al colpo proibito - il raggio laser proveniente dal satellite lunare - Garrod non riesce a spazzare via in un colpo solo tutti gli avversari. Jamil fortunatamente si è ripreso e Roy viene assunto a tempo pieno dalla Freeden, mentre Witz ha trovato un luogo in cui tenere il suo oro; a Garrod viene affidato il compito di prendersi cura di Tiffa ed infine Sara, che ha iniziato a ricevere attenzioni, complimenti e inviti da parte di Roy, pare un po' più sciolta ed addolcita. Ma la ragazzina Newtype è anche riuscita finalmente ad individuare, grazie ai consigli introspettivi di Tex ed aiutandosi con un disegno a cui ha lavorato assiduamente fino a quel momento, il luogo in cui sembra esservi qualcun altro con le sue stesse capacità paranormali. Jamil decide immediatamente di dirigervisi. |                   |         |
| 10 | 「僕がニュータイプだ」 - Boku ga nyūtaipu da | 7 giugno 1996     |         |
| 10 | A Fort Severn, città arroccata in mezzo ai ghiacci dell'estremo Nord, si sta dirigendo velocemente la Freeden a seguito delle preziose indicazioni ricevute da Tiffa, secondo le quali in quel luogo si troverebbe un Newtype; intanto Roy e Witz organizzano una sala svago all'interno dell'astronave con tanto di biliardo, bancone del bar e divanetti: tutto l'equipaggio, compreso Tex, Tomiya e Sara ne approfittano subito. Il sindaco di Fort Severn intanto, Nomoa, conduce Carris, un ragazzino biondo, ai livelli inferiori del palazzo municipale per mostrargli il Mobile Armore Paturia: gli viene data la missione di dirigersi incontro alla Freeden, rapire Tiffa e ricondurla da lui. Nomoa ha convinto Carris, il giovinetto Newtype, che per mantenere la pace e far terminare il periodo d'instabilità attuale, occorra riunir sotto un unico governo l'intero pianeta; è inoltre necessario il potere dei Newpyte possibili così da riuscir ad attivare il Paturia. Tiffa ha una preveggenza, sogna difatti che Garrod corra il rischio di essere sconfitto durante la prossima battaglia, lo prega pertanto di non uscire allo scoperto; mentre Roy e Witz coi loro Gundam s'apprestano ad affrontar il gruppo di mobile suit comandato da Carris che gli si è appena parato davanti Ennil giunge in motoslitta. Garrod, che non ha voluto ascoltare le indicazioni dell'amica, esce anch'egli col Gundam X ed affronta direttamente il mobile suit pilotato dal giovane Newtype: la situazione si fa però immediatamente critica, essendo ripetutamente colpito senza la minima possibilità di reazione. |                   |         |
| 11 | 「何も考えずに走れ!」 - Nani mo kangaezu ni hashire! | 14 giugno 1996    |         |
| 11 | Per salvare Garrod da morte certa Tiffa accetta di esser portata via da Carris. Mentre Ennil osserva col binocolo il Gundam X viene riportato all'interno della Freeden per le riparazioni del caso; il giovane pilota ferito viene subito condotto da Tex. Kid inizia ad apportar importanti modifiche ai tre Gundam a lui affidati e, mentre Tiffa rimane muta prigioniera a Fort Severn, il reparto meccanico delle Freeden al gran completo lavora senza sosta per concludere i lavori nel minor tempo possibile. I due fratelli Frost, a bordo di un aereo militare, giurano fedeltà agli ordini di Aimzat e subito dopo partono in direzione della Freeden, dove nuovamente ingaggiano battaglia on Roy e Witz. Jamil, che ha notato in Garrod una profonda perdita di fiducia in se stesso, lo porta all'esterno e giunti in riva ad un laghetto ghiacciato e, gettata la manopola d'attivazione del Gundam X sopra il fragile strato di ghiaccio, lo sfida ad andare a riprenderla. Garrod comprende in tal modo che nonostante l'avversario attuale sia un Newtype, se dimostrerà d'aver abbastanza coraggio e volontà potrà ancora affrontarlo ad armi pari. Di ritorno alla base, proprio mentre Kid cade stremato al limite delle forze tra le braccia di Tex, Garrod sale sul Gundam e parte con forza rinnovata a portar aiuto ai suoi due colleghi. |                   |         |
| 12 | 「私の最高傑作です」 - Watashi no Saikō Kessaku desu | 21 giugno 1996    |         |
| 12 | Presto Garrod, grazie anche al potenziamento del proprio Gundam effettuato dalla squadra di Kid, mette fuori combattimento i fratelli Frost, ma Olba non accetta lo scacco e con la sua ostinazione mette in pericolo la vita stessa di Shagia. A Fort Severn il sindaco Nomoa sta studiando approfonditamente l'apparato cerebrale di Tiffa, mentre a bordo della Freeden Garrod continua imperterrito l'addestramento al simulatore, il che dovrebbe permettergli di migliorar le prestazioni contro Carris. Olba, al capezzale del fratello ferito, giura tremenda vendetta; Tomiya e Sara entrano anonimamente a Fort Severn per testar la situazione e raccoglier informazioni; nel frattempo Ennil si fa ricevere da Nomoa dicendogli d'esser la figlia di Nadal El, generale della flotta spaziale ai tempi della guerra e stretto collaboratore nonché amico dello stesso Nomoa. L'uomo conduce la giovane nei sotterranei per mostrargli l'Armor Paturia. Garrod, che s'è infiltrato di nascosto in città, riesce a seguirli, venendo così a conoscer la verità: Nomoa è in realtà uno scienziato dell'esercito spaziale che, non accettando il modo com'è finita la guerra, ha come unico scopo di vendicarsi dell'intera umanità sopravvissuta sulla Terra, utilizzando il gigantesco robot che può esser attivato al meglio solo col potere mentale dei Newtype. Lo stesso Carris è un Newtype artificiale creato a tavolino dallo scienziato. Ennil, che ha veduto il padre ucciso davanti ai suoi occhi quand'era ancora una bambina, promette di dar il proprio aiuto a Nomoa. Garrod che ha ascoltato tutto, fa perder le sue tracce dopo esser stato scoperto e cerca di rintracciar Tiffa per farla fuggire; mentre scatta l'allarme in tutta Fort Severn Olba riappare da solo di fronte alla Freeden impegnando così nuovamente Roy e Witz. Con Carris che punta la pistola al capo di Tiffa, si svolge un dialogo a tre con Garrod, l'uno cercando di convincer l'altro della bontà delle proprie ragioni: nel momento viene sorpreso dalla notizia che Tiffa è un Newtype naturale, irrompono nella stanza Nomoa ed Ennil con le armi spianate. |                   |         |
| 13 | 「愚かな僕を撃て」 - Oroka na boku wo ute | 28 giugno 1996    |         |
| 13 | Nell'attimo in cui Ennil sta per sparare a Garrod, una serie di esplosioni causate dallo scontro tra Olba e i due piloti di Gundam della Freeden squassano la città, permettendo così a Garrod e Tiffa di gettarsi dalla finestra ed allontanarsi in mezzo alla neve. Jamil a bordo del Gundam X si interpone a difesa dei due ragazzi davanti al Vertigo pilotato da Carris che s'è lanciato all'inseguimento, riuscendo incredibilmente ad annullare ogni suo attacco: subito dopo Carris è afferrato da terribili dolori di capo e deve ritirarsi dal campo di battaglia. Contemporaneamente Shagia ancora immobilizzato a letto telepaticamente invita Olba a ritirarsi mentre Garrod e Tiffa si trovano nuovamente al sicuro a bordo della Freeden. A Fort Severn, dopo esser stato curato dalla crisi sinaptica dovuta al suo status di Newtype artificiale, Carris si riprende e, seppur percepiti i folli piani di vendetta che animano Nomoa, parte nuovamente a bordo del Vertigo incontro a Garrod. Nel bel mezzo d'una tremenda tempesta di neve i due ragazzi si affrontano ancora, questa volta però Garrod riesce ad evitar tutti gli attacchi delle mine aeree lanciategli contro da Carris col suo potere psichico, ed anzi a contrattaccar e gettarlo a terra: choccato per il fatto d'esser stato sconfitto da un semplice umano privo di ogni potere mentale soprannaturale, e non accettando d'esser stato fino ad allora mosso come una pedina da Nomoa, attende che Garrod apra il portellone della cabina di pilotaggio: fingendo di rivolgergli contro una rivoltella che in realtà è scarica, si fa sparare da Garrod. |                   |         |
| 14 | 「俺の声が聞こえるか!」 - Ore no koe ga kikoeru ka! | 5 luglio 1996     |         |
| 15 | 「天国なんてあるのかな」 - Tengoku nante aru no kana | 12 luglio 1996    |         |
| 16 | 「私も人間(ひと)だから」 - Watashi mo hito dakara | 19 luglio 1996    |         |
| 17 | 「あなた自身が確かめて」 - Anata jishin ga tashikamete | 26 luglio 1996    |         |
| 18 | 「Loreleiの海」 - Rōrerai no umi | 2 agosto 1996     |         |
| 19 | 「まるで夢を見てるみたい」 - Marude yume wo miteru mitai | 9 agosto 1996     |         |
| 20 | 「…また逢えたわね」 - ...mata aeta wa ne | 16 agosto 1996    |         |
| 21 | 「死んだ女房の口癖だ」 - Shinda nyōbō no kuchiguse da | 23 agosto 1996    |         |
| 22 | 「15年目の亡霊」 - Jūgonen-me no bōrei | 30 agosto 1996    |         |
| 23 | 「私の夢は現実です」 - Watashi no yume wa genjitsu desu | 6 settembre 1996  |         |
| 24 | 「ダブルエックス起動!」 - Daburu Ekkusu kidō! | 13 settembre 1996 |         |
| 25 | 「君達は希望の星だ」 - Kimitachi wa kibō no hoshi da | 20 settembre 1996 |         |
| 26 | 「何も喋るな」 - Nani mo shaberuna | 27 settembre 1996 |         |
| 27 | 「おさらばで御座います」 - Osaraba de gozaimasu | 5 ottobre 1996    |         |
| 28 | 「撃つしかないのか!」 - Utsu shika nai no ka! | 12 ottobre 1996   |         |
| 29 | 「私を見て」 - Watashi wo mite | 19 ottobre 1996   |         |
| 30 | 「もう逢えない気がして」 - Mō aenai ki ga shite | 26 ottobre 1996   |         |
| 31 | 「飛べ、ガロード!」 - Tobe, garoodo! | 2 novembre 1996   |         |
| 32 | 「あれはGファルコン!」 - Are wa G-Farukon! | 9 novembre 1996   |         |
| 33 | 「どうして俺を知っている!?」 - Dōshite ore wo shitteiru!? | 16 novembre 1996  |         |
| 34 | 「月が見えた!」 - Tsuki ga mieta! | 23 novembre 1996  |         |
| 35 | 「希望の灯は消さない」 - Kibō no hikari wa kesanai | 30 novembre 1996  |         |
| 36 | 「僕らが求めた戦争だ」 - Bokura ga motometa sensō da | 7 dicembre 1996   |         |
| 37 | 「フリーデン発進せよ」 - Furīden hasshin seyo | 14 dicembre 1996  |         |
| 38 | 「私はD.O.M.E… かつてニュータイプと呼ばれた者」 - Watashi wa dōmu... Katsute nyūtaipu to yobareta mono | 21 dicembre 1996  |         |
| 39 | 「月はいつもそこにある」 - Tsuki wa itsumo sokoniaru | 28 dicembre 1996  |         |